# Kamimaezu (metropolitana di Nagoya)
Kamimaezu (上前津駅?, Kamimaezu-eki) è una stazione della metropolitana di Nagoya situata nel quartiere di Naka-ku, nel centro di Nagoya ed è servita dalla linea Tsurumai.

## Linee
Metropolitana di Nagoya
 Linea Tsurumai
 Linea Meijō

## Struttura
La stazione, sotterranea, funge da interscambio per le linee Tsurumai, che corre da est a ovest, e Meijō da nord a sud. Entrambe le linee possiedono due marciapiedi laterali con binari passanti al centro.
| 1 | Linea Meijō    | per Kanayama, Aratama-bashi e Nagoyakō |
| 2 | Linea Meijō    | per Sakae, Ōzone e Motoyama            |
| 3 | Linea Tsurumai | per Yagoto, Akaike e Toyotashi         |
| 4 | Linea Tsurumai | per Fushimi, Kami-Otai e Inuyama       |

## Stazioni adiacenti
| «               | Servizio       | »              |
| Linea Tsurumai  | Linea Tsurumai | Linea Tsurumai |
| --------------- | -------------- | -------------- |
| Ōsu Kannon      | -              | Tsurumai       |
| Linea Meijō     |                |                |
| Higashi Betsuin | -              | Yabachō        |